# 210-й ближнебомбардировочный авиационный полк
210-й ближнебомбардировочный авиационный полк — авиационная воинская часть ВВС РККА бомбардировочной авиации в Великой Отечественной войне.

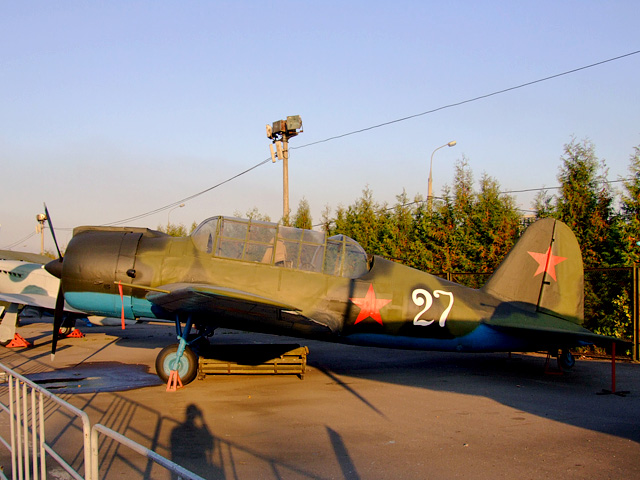
На самолёте Су-2 полк воевал до 1942 года.

## Наименование полка
В различные годы своего существования полк имел наименования:
- 210-й ближнебомбардировочный авиационный полк;
- 210-й бомбардировочный авиационный полк;
- 210-й штурмовой авиационный полк[1][2];
- 210-й штурмовой авиационный Севастопольский полк[1][2];
- 210-й штурмовой авиационный Севастопольский Краснознамённый полк[1][2];
- 210-й штурмовой авиационный Севастопольский Краснознамённый ордена Кутузова полк[1].

## История и боевой путь полка
Полк сформирован 1 ноября 1940 года в Одесском военном округе на аэродроме Шайтарово (ныне село Шевченко
Первомайский район, Николаевская область, Украина) в 5-ти эскадрильном составе. После формирования вошел в состав 45-й смешанной авиадивизии. Полк базировался в Первомайске. К 1 января 1941 года в полк прибыли молодые летчики и техники из училищ. С 1 ноября 1940 года по 30 июля 1941 года полк комплектовался летным составом. Первые 4 самолёта Су-2 полк получил в апреле 1941 года, остальные позже. Всего полк получил 34 самолёта. 12 июля ввиду наступления немцев полк перебазировался на аэродром Ново-Полтавка, где перешёл на штат 015/150 трёхэскадрильного состава. 30 июля полк в составе 20 самолётов перелетел на аэродром Алексеевка и приступил к боевой работе на Южном фронте в составе 45-й смешанной авиадивизии в полосе действий 13-го стрелкового корпуса. 31 июля полк понес первые потери, потеряв в воздушных боях с истребителями противника 2 самолёта и 1 поврежден, погибло 2 человека и 4 ранено.
1 августа 1941 года полк перелетел на новый аэродром, где сделал 17 вылетов. На старый аэродром вышли танки противника. 2 августа полк вел тяжелую боевую работу в условиях отхода войск Красной армии осенью 1941 года. В районе Лысая Гора полк оказал большую помощь при выводе из окружения войскам 55-го стрелкового корпуса выполнив 34 вылета и также вышел из-под удара, перелетев на новый аэродром ввиду прорыва танков на старый аэродром. 3 августа полк выполнил 16 вылетов, далее погода испортилась, с задания не вернулись 2 экипажа. В районе Большой Токмак полк поддерживал наступление 18-й армии. В этом районе при поддержке полка была разгромлена 4-я горно-стрелковая бригада румын.
.
Во время проведения Барвенково-Лозовской операции полк выполнял по 4 − 5 вылетов в день. С 25 марта 1942 года полк выполняет боевые задачи в составе ВВС 12-й армии.
18 апреля 1942 года полк согласно приказу Южного фронта № 071 от 09.04.1942 г. передал 9 самолётов Су-2 в 288-й бомбардировочный авиационный полк, личный состав полка убыл в Учебно-тренировочный центр Южного фронта для переучивания на Ил-2. Полк переформирован в штурмовой. С 18 апреля 1942 года полк проходил переучивание на самолёты Ил-2, после чего 25 мая перебазирован на аэродром Ново-Астрахань (ныне село Новоастраханское Луганской области) в составе 2-х эскадрилий.

## Командиры полка
- майор, подполковник	Кожемякин Александр Владимирович[2], 01.11.1940 — 18.10.1941
- капитан, майор	С. В. Володин,[2], 10.1941 — 01.1942
- майор Грачёв [2], 01.1942 — 03.1942
- майор Ильенко Александр Никитович[5], врио 03.1942 — 08.1942

## В составе объединений
| Дата          | Фронт (округ)          | Армия                         | Корпус         | Дивизия                                                     | Примечания |
| ------------- | ---------------------- | ----------------------------- | -------------- | ----------------------------------------------------------- | ---------- |
| 01.11.1940 г. | Одесский военный округ | ВВС Одесского военного округа | -              | 45-я смешанная авиационная дивизия                          | Су-2       |
| 22.06.1941 г. |                        | 9-я отдельная армия           | ВВС 9-й армии  | 45-я смешанная авиационная дивизия                          | -          |
| 25.06.1941 г. | Южный фронт            | 18-я армия                    | ВВС 18-й армии | 45-я смешанная авиационная дивизия                          | -          |
| 29.09.1941 г. | Южный фронт            | 9-я отдельная армия           | ВВС 9-й армии  | 45-я смешанная авиационная дивизия                          | -          |
| 01.02.1942 г. | Южный фронт            | 12-я армия                    | ВВС 12-й армии | 45-я смешанная авиационная дивизия                          | -          |
| 18.04.1942 г. | Южный фронт            | ВВС Южного фронта             | -              | Учебно-тренировочный центр. Переформирование в шап на Ил-2. | -          |

## Участие в операциях и битвах
Полк принимал участие в операциях:
- Сражение под Уманью — с 30 июля по 10 августа 1941 года.
- Донбасско-Ростовская оборонительная операция[4] — с 29 сентября по 16 ноября 1941 года.
- Ростовская наступательная операция[4] — с 17 ноября по 2 декабря 1941 года.
- Барвенково-Лозовская операция — с 18 января по конец марта 1942 года.

## Базирование полка
| Период                | Аэродром                                                                                         |
| --------------------- | ------------------------------------------------------------------------------------------------ |
| 01.01—12.07.1941      | г. Первомайск, Николаевская область                                                              |
| 12—30.07.1941         | с. Ново-Полтавка, Николаевская область                                                           |
| 30.07 — 01.08.1941    | с. Алексеевка, Кировоградская область                                                            |
| 01—02.08.1941         | с. Ново-Красное, Кировоградская область                                                          |
| 02—05.08.1941         | с. Ново-Полтавка, Николаевская область                                                           |
| 05—10.08.1941         | с. Баштанка, Николаевская область                                                                |
| 10—12.08.1941         | с. Снигирёвка, Николаевская область                                                              |
| 12—17.08.1941         | пгт. Большая (ныне Великая) Александровка, Херсонская область                                    |
| 17—20.08.1941         | с. Нижние Серогозы, Херсонская область                                                           |
| 20—21.08.1941         | с. Нижние Серогозы, Херсонская область; с. Бекаровка, Запорожская область                        |
| 21—24.08.1941         | с. Нижние Серогозы, Херсонская область; с. Подпильня (ныне Подпольное), Днепропетровская область |
| 25—28.08.1941         | с. Ульяновка, Днепропетровская область                                                           |
| 29—31.08.1941         | с. Ульяновка, Днепропетровская область; п. Весёлое, Запорожская область                          |
| 31.08—11.09.1941      | п. Весёлое, Запорожская область                                                                  |
| 11—12.09.1941         | с. Гоголевка Мелитопольский район; совхоз Весёлое Мелитопольский район, Запорожская область      |
| 12—16.09.1941         | совхоз Весёлое Мелитопольский район, Запорожская область                                         |
| 17—20.09.1941         | г. Большой Токмак (ныне Токмак), Запорожская область                                             |
| 20—30.09.1941         | совхоз им. Карла Либкнехта, Запорожская область                                                  |
| 30.09—03.10.1941      | п. Новониколаевка, Запорожская область                                                           |
| 04.10.1941            | ст. Волоковатая, Запорожская область                                                             |
| 05.10.1941            | с. Старо-Керменчик (ныне Старомлиновка), Донецкая область                                        |
| 05—09.10.1941         | с. Владимировка, Донецкая область                                                                |
| 09—14.10.1941         | п. Кутейниково, Донецкая область                                                                 |
| 14—23.10.1941         | п. Дарьевка (ныне Новодарьевка), Ворошиловградская область                                       |
| 23.10—06.11.1941      | с. Ивановка (Гуково), Ростовская область                                                         |
| 06—20.11.1941         | г. Белая Калитва, Ростовская область                                                             |
| 20.11.1941—17.02.1942 | д. Будённовка, Ворошиловградская область                                                         |
| 17—21.02.1942         | п. Лоскутовка, Ворошиловградская область                                                         |
| 21.02—18.04.1942      | ст. Славяносербск, Ворошиловградская область                                                     |
| 18.04.1942            | Учебно-тренировочный центр. Переформирование в шап на Ил-2.                                      |